# جيلبرتو جيل
جيلبرتو باسوس جيل موريرا  (بالبرتغالية: Gilberto Gil‏) معروف باسم جيلبرتو جيل هو مغن ولاعب جيتار وكاتب أغاني برازيلي معروف بكل من إبداعه الموسيقي وعمله بالسياسة من 2003 إلى 2008 , عمل كوزيرا للثقافة البرازيلي خلال فترة حكم الرئيس البرازيلي لويس إيناسيو لولا دا سيلفا، النمط الموسيقي الخاص بجيل كان مزيجا من مجموعة منتقاة من التأثيرات، تتضمن موسيقى الروك، بما في ذلك الأنواع البرازيلية السامبا والموسيقى الأفريقية، والريغي.
بدأ جيل لعب الموسيقي عندما كان شابا عندما انضم لأول فرقة. بدأ حياته المهنية كمغني بوسا نوفا وبعدها تطور ليكتب أغاني تعكس تركيز على الوعي السياسي ونشاط اجتماعي. وقد كان شخصية أساسية في موسيقي البوب البرازيلية وحركة تروبيكاليا في ستينات القرن الماضي جنبا إلى جنب مع الفنانين مثل كايتانو فيلوسو. النظام العسكري البرازيلي التي تولي الحكم في 1964 رأي أن جيل وفيلوسو خطر عليهم ولذلك حبسوا لمدة 9 شهور في 1969 قبل أن يطلب منهم أن يغادروا البلاد. جيل رحل إلى لندن وعاد إلى ولاية باهيا في 1972 وأكمل مشواره الموسيقي بجانب عمله كسياسي ومدافع عن البيئة.

## وصلات خارجية
- جيلبرتو جيل على موقع IMDb (الإنجليزية)
- جيلبرتو جيل على موقع الموسوعة البريطانية (الإنجليزية)
- جيلبرتو جيل على موقع مونزينجر (الألمانية)
- جيلبرتو جيل على موقع ألو سيني (الفرنسية)
- جيلبرتو جيل على موقع ميوزك برينز (الإنجليزية)
- جيلبرتو جيل على موقع أول ميوزيك (الإنجليزية)
- جيلبرتو جيل على موقع ديسكوغز (الإنجليزية)
- جيلبرتو جيل على موقع قاعدة بيانات الفيلم (الإنجليزية)